# Vorbleck
Das Naturschutzgebiet Vorbleck liegt auf dem Gebiet der Gemeinde Ladbergen im Kreis Steinfurt in Nordrhein-Westfalen. Das aus sieben Teilflächen bestehende Gebiet erstreckt sich südöstlich des Kernortes Ladbergen und südwestlich von Kattenvenne, einem Ortsteil der Gemeinde Lienen. Westlich verläuft die Landesstraße L 811 und nördlich die B 475. Südöstlich erstreckt sich das 112,3 ha große Naturschutzgebiet Lilienvenn. Die Landesgrenze zu Niedersachsen verläuft östlich.

## Bedeutung
Für Ladbergen ist seit 1985 ein 36,45 ha großes Gebiet unter der Kenn-Nummer ST-030 als Naturschutzgebiet ausgewiesen. Das Gebiet wurde unter Schutz gestellt
- zur Erhaltung, Entwicklung und Wiederherstellung von Lebensgemeinschaften und Lebensstätten, insbesondere für seltene und z. T. stark gefährdete Wat- und Wiesenvögel, Amphibien und Wirbellose sowie Pflanzen und Pflanzengesellschaften des offenen Wassers und des feuchten Grünlandes
- zur Erhaltung und Entwicklung eines großflächigen Feuchtwiesenbereiches als Rast- und Überwinterungsgebiet sowie als bedeutsames Brutgebiet für zahlreiche, z. T. stark gefährdete Vogelarten.